# Titularbistum Euchaitae
Euchaitae (ital.: Eucaita) ist ein Titularerzbistum der römisch-katholischen Kirche. 
Es geht zurück auf ein früheres Bistum der antiken Stadt Euchaita in der kleinasiatischen Landschaft Pontos (spätantike Provinz  Diospontus oder Helenopontus) an der Schwarzmeerküste der heutigen Türkei.
| Titularerzbischöfe von Euchaitae |                                           |                                                                 |                  |                   |
| Nr.                              | Name                                      | Amt                                                             | von              | bis               |
| 1                                | Bernard Gijlswijk OP (Giordano Gijlswijk) | Apostolischer Delegat in der Südafrikanischen Union             | 2. Dezember 1922 | 22. Dezember 1944 |
| 2                                | Octavio Antonio Beras Rojas               | Koadjutorerzbischof von Santo Domingo (Dominikanische Republik) | 2. Mai 1945      | 10. Dezember 1961 |
| 3                                | Bolesław Kominek                          | Weihbischof in Breslau (Polen)                                  | 19. März 1962    | 28. Juni 1972     |